# Рождественский свитер

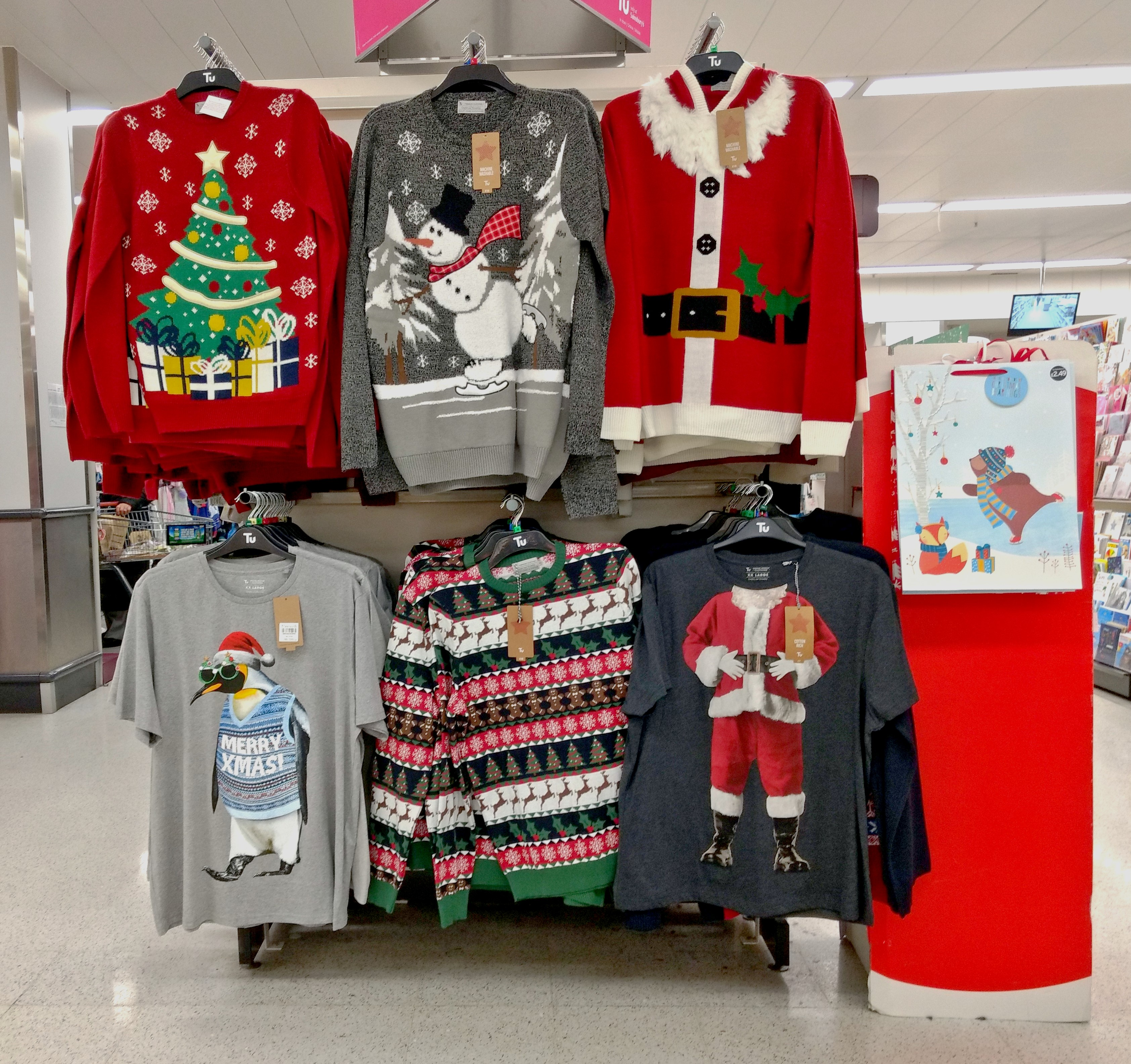
Рождественские свитеры 2016 года.

Рожде́ственский свитер (англ. Christmas jumper) — предмет одежды ярких расцветок и с тематическими аппликациями, традиционно надеваемый в преддверии рождественских праздников. Является частью западной рождественской культуры.

## История
Тёплые свитеры вязались членами семьи в практических целях ещё до массового производства и продаж ярких свитеров крупной вязки со снежинками в 1950-х годах. Тогда активно развивалась коммерциализация всего рождественского. Свитеры представляются будто бы собственноручно связанным подарком бабушки к Рождеству.
В Великобритании и Ирландии рождественские свитеры получили популярность с 1980-х годов после тиражирования образа по телевидению. Телеведущий Билл Косби в своей передаче The Cosby Show появлялся в свитерах нидерландского модельера Куса ван дер Аккера.
В течение 1990—2000-х годов такие свитеры дарились в шутку и потеряли популярность, отчего в фильме 2001 года «Дневник Бриджит Джонс» героиня стыдится такого подарка. Первые тематические вечеринки провели Крис Бойд и Джордан Берч из Ванкувера в Commodore Ballroom, где отныне ежегодно собираются люди в «уродливых» рождественских свитерах (англ. ugly Christmas sweaters). Ежегодно в США проводятся конкурсы на самый уродливый рождественский свитер.
В 2010-х годах рождественские свитеры вернулись, став частью эстетики кэмпа. Тогда же телеведущий Джимми Фэллон придумал получивший популярность сюжет «Двенадцать дней рождественских свитеров»: каждый из двенадцати дней до Рождества из окошка адвент-календаря достаётся свитер и посредством лотереи отдаётся одному из зрителей.
В 2012 году британская газета «The Daily Telegraph» назвала рождественский свитер «необходимым в этом сезоне». Модные дома́ также представили свои рождественские свитеры, и даже метал-группа Slayer выпустила в продажу свой вариант.
Благотворительный фонд «Спасите детей» ежегодно в декабре проводит «День рождественского свитера» под лозунгом «Сделай мир лучше со свитером».

### В России
Русскоязычный мир узнал о феномене уродливых свитеров в 1990-е годы с приходом на экраны иностранных кинофильмов. Благодаря ретрофутуристическому взгляду хипстеров данный вид одежды пополнил гардероб российского человека.